# Fábrica La Fama Hilados y Tejidos 'El Porvenir'
Las fábricas de  Tejidos "La Fama" y "El Porvenir" fueron dos de las primeras fábricas textiles de Nuevo León, precursoras de la fábrica textil "La Leona". 
Lo Fama está ubicada en el municipio de Santa Catarina y El Porvenir enSantiago.

## Historia
La fábrica de Hilados y Tejidos La Fama fue una de las primeras fábricas de industria establecidas en el estado de Nuevo León. Fue fundada en el año de 1854, siendo operada durante alrededor de 150 años. Entre los socios fundadores se encontraban Valentín Rivero (España), Mariano Hernández (España), Ezequiel Stell (Estados Unidos), Pedro Calderón (España), José Morell (España) y la compañía Clausen, de dueños daneses. La Fama, por razones financieras, no se situó en la capital del estado, ya que a los empresarios les resultó más atractivo instalar fábricas por los bajos costos en la compra de terrenos. Además, el lugar donde se estableció resultó adecuado, ya que se encontraba en las proximidades de las fuentes de agua provenientes de la sequía de Capellanía, que transportaba el líquido desde los manantiales del río de Santa Catarina que abastecían de agua al complejo.
La fundación de la fábrica de productos textiles es reconocida como el principio de la industrialización de Monterrey. Tal fundación constituyó un incidente aislado, que no desencadenó el establecimiento de otras industrias, e inclusive de la segunda fábrica textil importante de la región, "El Porvenir".
La fábrica El Porvenir abrió sus puertas en el año de 1871, siendo la segunda fábrica textil después de La Fama en el estado de Nuevo León; fue fundada por Valentín Rivero y Gregorio Zambrano. Usaba el agua de Cola de Caballo como fuerza motriz, aprovechando la caída del agua, para después, en los años de 1900, utilizarse para generar electricidad con turbinas y generadores en sus tres plantas hidroeléctricas; teniendo la fábrica electricidad antes que Monterrey.
Aurelio González la trabajaría hasta su muerte en el año 2003 y cerraría sus puertas en el 2008, ya que no podía competir con los precios, y era más rentable comprar las telas por fuera que seguir produciéndolas ahí mismo. Hoy en día sus instalaciones son un Centro Cultural y Turístico, donde se conservan y protegen sus edificios históricos como patrimonio industrial. 

## Arquitectura

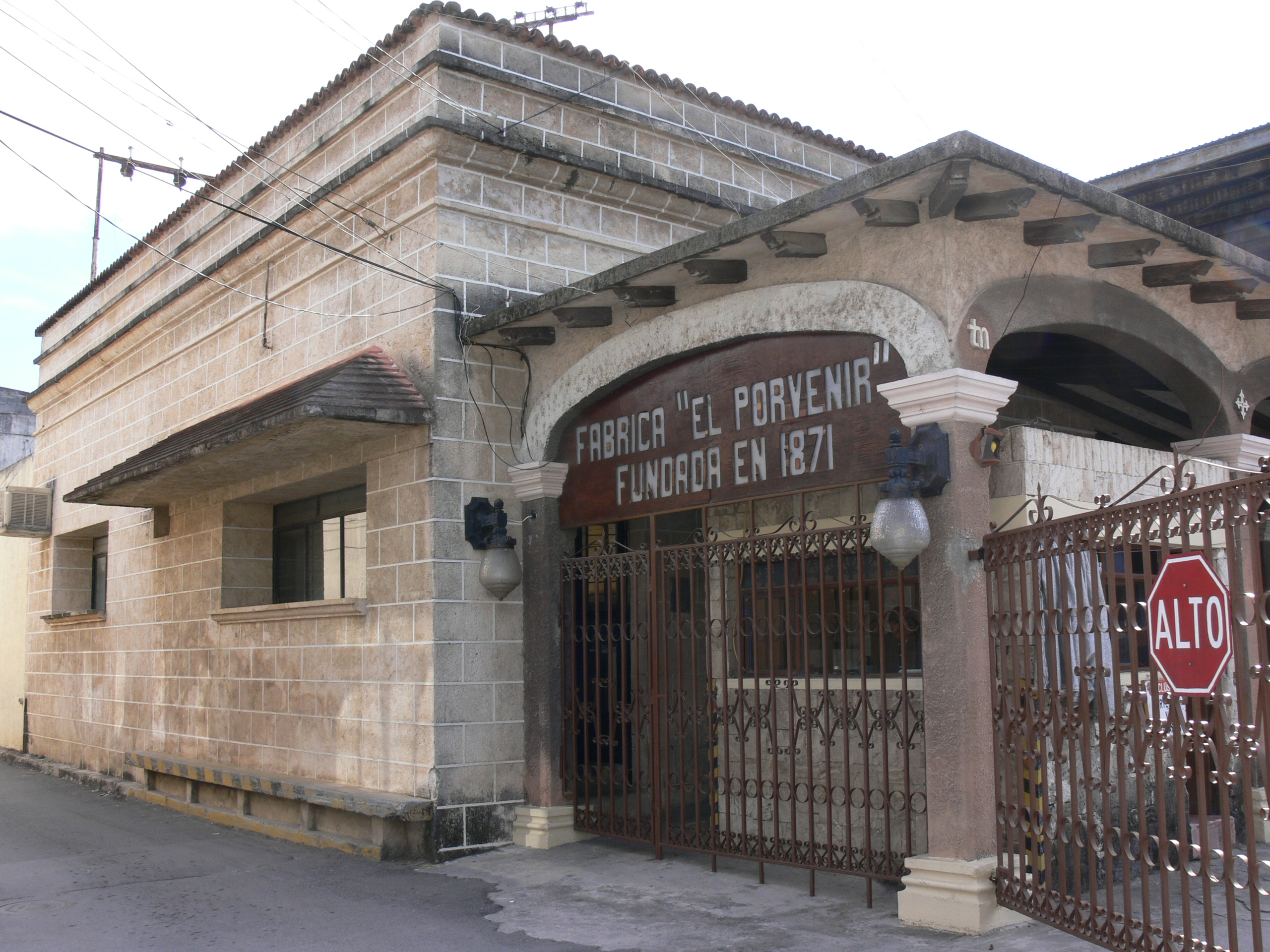
Fachada de la Fábrica de Hilados y Tejidos El Porvenir

La fábrica, desde su llegada, estableció un nuevo concepto de sociedad, refiriéndose a la llegada al sitio, comenzando a trazar y organizar los territorios. Se instaló a unos kilómetros al oriente de la cabecera municipal de Santa Catarina, y se instaló en dos hectáreas de la hacienda de los Ábrego. La planta textil transformó el paisaje de Santa Catarina con la construcción de distintos elementos como un acueducto, edificios para albergar maquinaria, cuartos para trabajadores e incluso una escuela para los hijos de los trabajadores, representando el mayor impulso urbanístico de la época en la zona.
Al contar con un nuevo modelo de trabajo y la carencia de un sistema de transporte para trasladar a los obreros, los dueños promovieron una idea de desarrollo a las afueras de la fábrica y construyeron casas cerca de la fábrica. Cuando fue rodeada completamente, se comenzó a poblar hacia los alrededores. La fábrica había adoptado el modelo estadounidense de instalación de casas para obreros en el perímetro de la fábrica. Su diseño arquitectónico es prueba evidente de ese paso, ya que se conservan elementos de ambas etapas. Las casas se ubican alrededor que bordea la manzana, teniendo la forma característica de la arquitectura vernácula norestense. La fábrica está conformada como el edificio principal, ubicada al centro del predio, y alrededor se encontraban las casas para trabajadores, en donde los obreros tenían la opción de renta por 50 centavos por semana y se podía hacer uso de un patio. Esto logró que la interacción entre los trabajadores pasara a un nivel más alto al considerarse como vecinos, permitiendo redimensionar a la fábrica no solo como fuente de empleo, sino como una unidad innovadora y sin precedentes en la región.
Los planos del pueblo de La Fama, en el año de 1937, nos revelan información clave sobre el sentimiento de permanencia, y los pobladores se identifican como fameños antes de ser santacatarinenses. En el caso del barrio de La Fama se sabe que su nombre se debe a la fábrica, pero para ellos forma parte de su identidad.

## Industria textil en Nuevo León
Las Fábricas La Fama, Hilados y Tejidos, y 'El Porvenir' fueron pioneras en introducir la industria textil en el estado de Nuevo León en el siglo XIX gracias a los esfuerzos de Gregorio Zambrano y Valentín Rivero. Estas fábricas se centraron principalmente en la producción de lienzos blancos de algodón, y con el tiempo produjeron telas de color, cantones y mezclilla.  El surgimiento de la habilidad textil en el noreste de México dependió a quemarropa del comercio; en primera instancia, debido a la incontable salida de algodón. Por otro lado, los mercados y ferias locales poco a poco fueron creciendo, convirtiéndose en centros de suministro de mercancías manufacturadas, a pesar de que la industria textil empezó a tener reconocimiento en México a partir de 1830, fue hasta los años de 1854 y 1874 que llegaron a Nuevo León con ideas innovadoras, como la Fábrica de Hilados y Tejidos "La Leona", la cual fue fundada en 1874 por Roberto Law y Andrés Martínez Cárdenas en San Pedro Garza García, y la cual impactó en la vida de muchos regiomontanos. El historiador económico Isidro Vizcaya Canales menciona: "La Leona tenía una inversión de $127,800, consumía de mil doscientos a mil quinientos quintales de algodón y producía de quince mil a veinte mil piezas al año. Ocupaba cien operarios, que ganaban tres o cuatro reales al día." De igual forma, Javier Rojas Sandoval, en su texto Fábricas pioneras de la industria en Nuevo León, señala que "La Leona" dio origen al establecimiento de comunidades habitadas por los trabajadores y sus familias, desarrollando una cultura vinculada a las actividades de la fábrica, esto dentro de las escuelas, iglesias, centros deportivos, periódicos y revistas. Asimismo, por el crecimiento de los parques industriales, ya que trajo la creación de empleo, la mejora de las condiciones económicas de la población, reducción de desempleo y la pobreza.